# Hazdrubal Barkas
Hazdrubal Barkas (245? - 207 p.n.e.) – wódz kartagiński, młodszy brat Hannibala. Walczył z Rzymianami w Hiszpanii podczas II wojny punickiej (218 - 202 p.n.e.). Po upadku Nowej Kartaginy w 209 p.n.e. wyruszył na pomoc Hannibalowi, który zamierzał oblegać Rzym. Przeszedł przez Alpy drogą, która wytyczył jego brat, Hannibal, przyjęty gościnnie przez Celtów, wiodąc ze sobą - według Appiana - silne wojsko: 48 000 pieszych, 8000 jazdy i 15 słoni. Wysłane przez niego listy do Hannibala zostały przejęte przez Rzymian i jego posiłki poniosły dotkliwą klęskę nad rzeką Metaurus, gdzie zginął sam Hazdrubal. Odciętą głowę wodza dostarczono Hannibalowi.